# Jair Domínguez
Pour les articles homonymes, voir Domínguez.
 (octobre 2022).
La mise en forme du texte ne suit pas les recommandations de Wikipédia : il faut le « wikifier ».
Les points d'amélioration suivants sont les cas les plus fréquents. Le détail des points à revoir est peut-être précisé sur la page de discussion.
- Les titres sont pré-formatés par le logiciel. Ils ne sont ni en capitales, ni en gras.
- Le texte ne doit pas être écrit en capitales (les noms de famille non plus), ni en gras, ni en italique, ni en « petit »…
- Le gras n'est utilisé que pour surligner le titre de l'article dans l'introduction, une seule fois.
- L'italique est rarement utilisé : mots en langue étrangère, titres d'œuvres, noms de bateaux, etc.
- Les citations ne sont pas en italique mais en corps de texte normal. Elles sont entourées par des guillemets français : « et ».
- Les listes à puces sont à éviter, des paragraphes rédigés étant largement préférés. Les tableaux sont à réserver à la présentation de données structurées (résultats, etc.).
- Les appels de note de bas de page (petits chiffres en exposant, introduits par l'outil «  Source ») sont à placer entre la fin de phrase et le point final[comme ça].
- Les liens internes (vers d'autres articles de Wikipédia) sont à choisir avec parcimonie. Créez des liens vers des articles approfondissant le sujet. Les termes génériques sans rapport avec le sujet sont à éviter, ainsi que les répétitions de liens vers un même terme.
- Les liens externes sont à placer uniquement dans une section « Liens externes », à la fin de l'article. Ces liens sont à choisir avec parcimonie suivant les règles définies. Si un lien sert de source à l'article, son insertion dans le texte est à faire par les notes de bas de page.
- La présentation des références doit suivre les conventions bibliographiques. Il est recommandé d'utiliser les modèles {{Ouvrage}}, {{Chapitre}}, {{Article}}, {{Lien web}} et/ou {{Bibliographie}}. Le mode d'édition visuel peut mettre en forme automatiquement les références.
- Insérer une infobox (cadre d'informations à droite) n'est pas obligatoire pour parachever la mise en page.

Pour une aide détaillée, merci de consulter Aide:Wikification.
Si vous pensez que ces points ont été résolus, vous pouvez retirer ce bandeau et améliorer la mise en forme d'un autre article.
Jair Domínguez Torregrosa (Barcelone, 1980) est un journaliste, scénariste, écrivain et musicien catalan.
En tant que scénariste et collaborateur, il a travaillé sur des programmes de radio et de télévision tels que 52, Buenafuente, Polònia, Crackòvia, Minoria absoluta, La segona hora et Està passant, entre autres. Il a travaillé dans la publicité et le cinéma, et a été co-auteur de la chanson Baila el Chiki Chiki, avec laquelle Rodolfo Chikilicuatre a représenté l'Espagne au Concours Eurovision de la Chanson 2008.
Dans le monde de l'édition, il est l'auteur de sept livres, dont les romans Hawaii Meteor, Segui vora el foc et Perimetro, en plus des essais 99 personatges que has de conèixer per entendre el món et Ets un merda i ho saps.

## Information professionnelle
Depuis 2019 il présente avec Toni Soler Esta Passant, une émission d'actualité sur TV3.
Il a travaillé également pour les médias suivants: RAC1 AraGirona.cat, 52, El Rosari de l'Aurora, Buenafuente, Polònia, Crackòvia, Minoria absoluta, La segona hora et Esguard.

## Travail Publié
- Jesucristo era marica… y otros cuentos' (2009). Recueil de nouvelles publiées dans une édition bilingue.
- Hawaii Meteor (Tria Llibres, 2012).
- 99 coses que hem d'aniquilar si volem ser independents (Ara Llibres, 2013)
- Segui vora el foc (Ara Llibres, 2014)
- 99 personatges que has de conèixer per entendre el món (Ara Llibres, 2015)
- Perímetro (Catedral, 2016)
- Ets un merda i ho saps (Ara Llibres, 2017)